# Stethopristes eos
Stethopristes eos är en fiskart som beskrevs av Gilbert, 1905. Stethopristes eos ingår i släktet Stethopristes och familjen Parazenidae. Inga underarter finns listade i Catalogue of Life.